# Bussolentheodolit
Ein Bussolentheodolit ist eine Gerätekombination aus einem sehr genauen Kompass und einem Theodolit. Er ermöglicht Vermessungen, die nach magnetisch Nord orientiert sind. Ist der Theodolit mit einer Tachymetereinrichtung versehen, so spricht man von einem Bussolentachymeter; Vermessungen mit diesen Instrumenten nennt man Bussolentachymetrie. Bussolentachymeter oder -theodolite erlauben eine Genauigkeit der Winkelbestimmung (magnetisches Azimut) von 0,1 bis 0,2 Gon.

## Geschichte
Der Bussolentheodolit wurde aus der Bussole (französisch Boussole, von italienisch „bussola“, „Kästchen“) entwickelt. Eine erste Zwischenstation war der Stativkompass, der ebenfalls kurz Bussole genannt wurde. Hier wurde der Diopter der Bussole durch ein Fernrohr mit Höhenkreis ersetzt. Bei einem Bussolentheodolit oder -tachymeter sitzt die Kompassbüchse auf der Kippachse oder zwischen den Fernrohrträgern.

## Einsatzgebiete
Diese Geräte wurden eingesetzt, wenn keine Vermessungspunkte zur Orientierung vorhanden sind, oder wenn diese durch Sichtbehinderung nicht einsehbar sind (beispielsweise im Wald). Die Bussolentachymetrie kam als Methode der archäologischen Geländeprospektion zum Einsatz. Seit der Entwicklung von nordweisenden Kreiseltheodoliten ging der Einsatz von Bussolentachymetern kontinuierlich zurück und hat mit der Verfügbarkeit von GPS praktisch aufgehört. Lediglich dort, wo GPS nicht verfügbar und ein Kreiseltheodolit zu aufwendig oder zu teuer ist, beispielsweise in der Höhlenforschung, werden Bussolentachymeter gelegentlich noch eingesetzt.

## Besonderheiten
Aufgrund der Wanderung des magnetischen Nordpols ist es wichtig, im Messprotokoll das Datum und die Uhrzeit der Messung festzuhalten, damit man die Richtung bei erneuter Aufnahme zurückrechnen kann. Die Bussole reagiert wie jeder Kompass auf Magnetfelder in der Umgebung, deshalb kann ein Bussolentachymeter in der Nähe von größeren Metallmengen (Bahnschienen, Elektrozäune) oder auch unter Tage bei Vorhandensein von Eisenerz nicht eingesetzt werden. Auch darf der Beobachter keine metallischen Gegenstände, wie z. B. Taschenmesser und Schlüsselbunde oder auch Metallkugelschreiber für die Feldbuchführung bei sich tragen.